# 太原街 (香港)
太原街（英語：Tai Yuen Street），舊稱雅賓利街（英語：Albany Street）及曾經被誤寫作「太源街」，1909年改為現名，是香港灣仔一條富有特色的街道，因有眾多售賣玩具的店舖，故別名「玩具街」。
太原街位於灣仔莊士敦道與皇后大道東之間，附近有多條橫街，包括交加街、春園街及三板街等。該區一帶是香港少數仍然保持早年街市特色的區域。

## 歷史
2006年政府以灣仔舊區重建（包括尚翹峰及利東街重建項目囍匯）完成後會增加交通負荷為理由，欲開放太原街給予汽車行駛，並且計劃將太原街市集的商戶遷往尚翹峰內的新灣仔街市（室內街市）。消息公佈後引來市民及商戶反對。

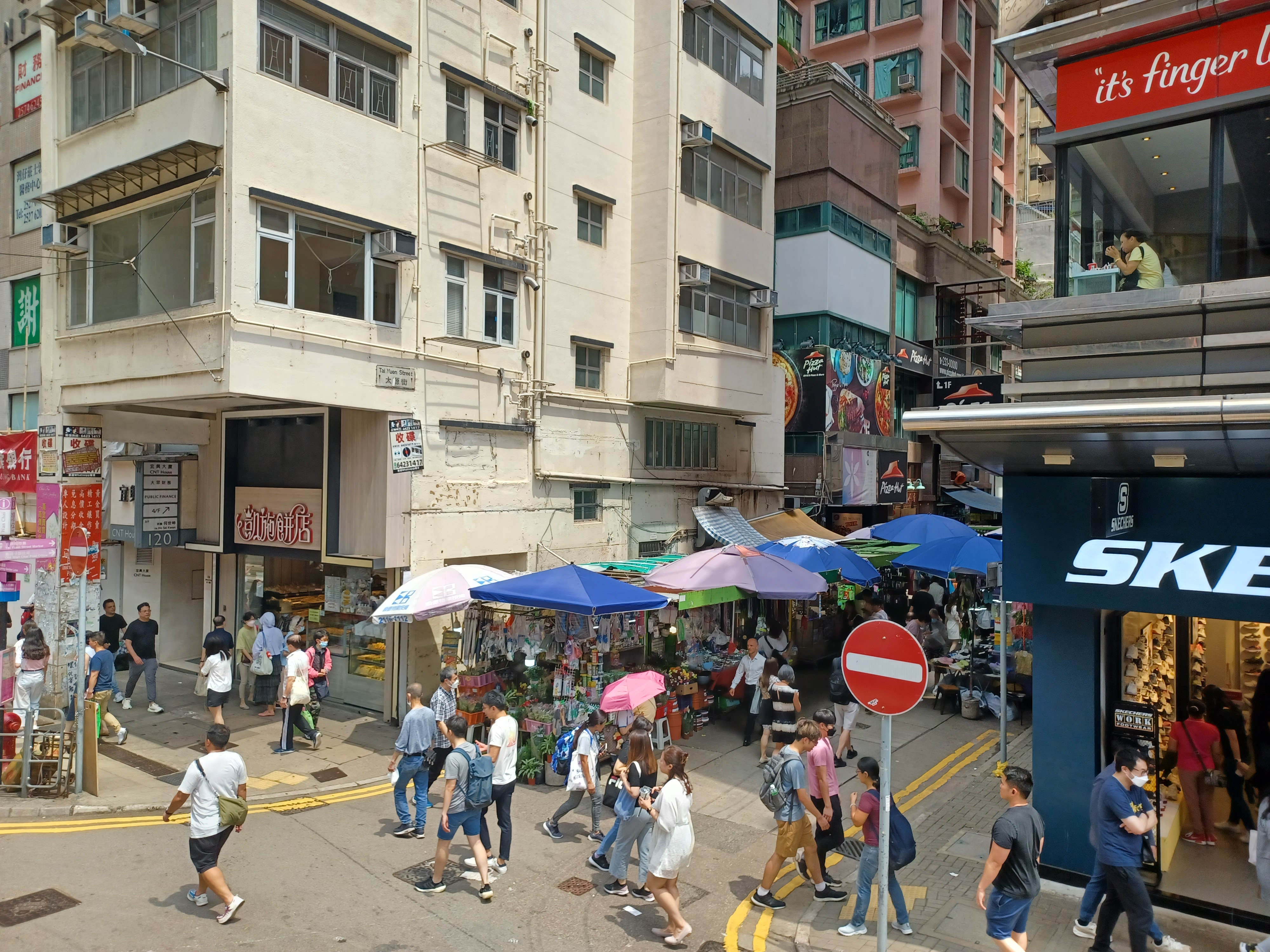
從莊士敦道望向太原街（2023年）

## 另見
- 香港特色街道列表
- 舊式街市

## 交通

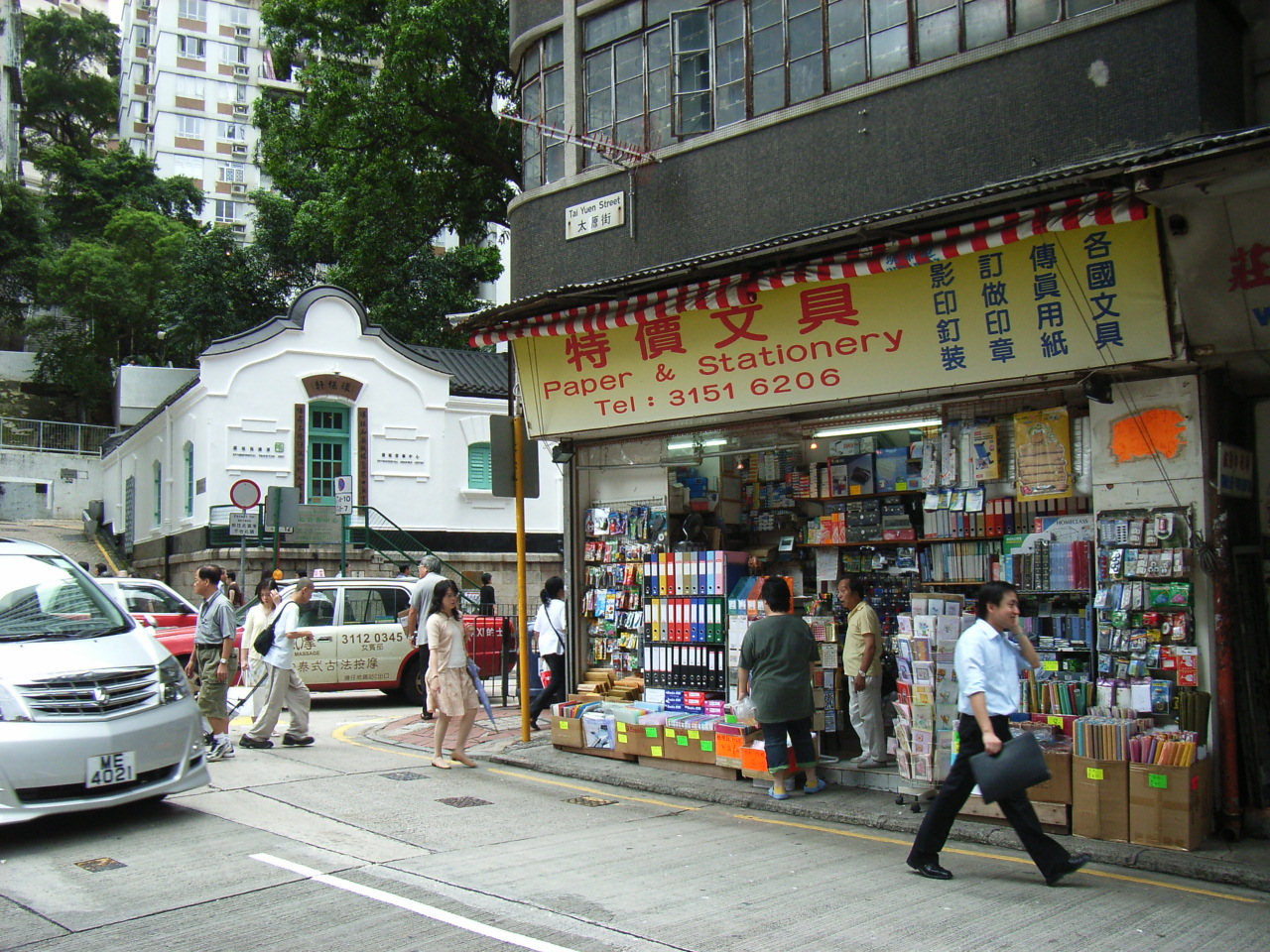
太原街近皇后大道東 (2006年)

港鐵：
- █  港島綫：灣仔站A3出口

電車
- 柯布連道站

## 資料來源
1. ↑  太原街抑或是「太源街」？
2. ↑  . 韋信手記. 2023-07-10  [2024-11-28] （中文（香港））.
3. ↑   (PDF). Hong Kong Government. 1909-03-19  [2024-11-28] （英语）.

## 外部連結
- 灣仔太原街的地圖（页面存档备份，存于）
- 值得咩? -- 太原街交加街市集的價值（页面存档备份，存于）
- 灣仔太原街
- 玩具街合集（页面存档备份，存于）